# Лук'янова Лариса Борисівна
Лариса Борисівна  Лук'янова  (нар.. 17 грудня 1956, місто Коломия Івано-Франківська) — українська педагогиня. Членкиня-кореспондентка Академії педагогічних наук України (2016), докторка педагогічних наук (1991),  Заслужена діячка науки і техніки України (2016). Директорка Інституту педагогічної освіти і освіти дорослих імені Івана Зязюна НАПН України.

## Біографія
Народилася 12 грудня 1956 року у місті Коломия Івано-Франківської області.
У 1981 році закінчила Київський національний університет імені Тараса Шевченка. 
Викладала у вечірній середній школі (1981-1984), у енергетичному технікумі (1984-1990).
Молодший науковий, старший науковий співробітник Інституту педагогіки і психології професійної освіти НАПН України (1994-2008), завідувач відділу андрагогіки Інституту педагогічної освіти і освіти дорослих НАПН України (2008 – 2015)
З 1 квітня 2015 року директор інституту.

## Науковий доробок
Автор понад 200 наукових праць у сфері педагогіки.
Підготувала 2 докторів та 9 кандидатів педагогічних наук

## Нагороди та відзнаки
- Орден княгині Ольги третього ступеня (2024)[2].

### Наукові праці
- Перелік понад 300 наукових праць// Google-Академія